# Leonard E. Baum
Leonard Esau Baum  (23 de agosto de 1931 - 14 de agosto de 2017) fue un matemático estadounidense, conocido por el algoritmo de Baum-Welch y secuencia de Baum-Sweet. Se graduó Phi Beta Kappa de Harvard University en 1953, y obtuvo un doctorado. en matemáticas de Harvard en 1958, con una disertación titulada "Derivaciones en álgebras conmutativas semi-simples de Banach". Desarrolló el algoritmo Baum-Welch con  Lloyd Welch mientras trabajaba para el Instituto de análisis de defensa (IDA) en Princeton, Nueva Jersey, que permitió el desarrollo de reconocimiento de voz y tenía aplicaciones en criptoanálisis y genética. Acuñó el lema de IDA: "Las malas ideas son buenas, las buenas ideas son fantásticas, ninguna idea es terrible". Más tarde, a fines de la década de 1970 y principios de la de 1980, Baum usó modelos matemáticos para  comercio de divisas, trabajando con Monemetrics, un predecesor del hedge fund de gestión Renaissance Technologies. Dejó la empresa en 1984 en medio de grandes pérdidas. En su años más tarde, participaría en torneos  Go y trabajaría en problemas matemáticos relacionados con los números primos y la hipótesis de Riemann. Murió en su casa en  Princeton, Nueva Jersey, el 14 de agosto de 2017, a la edad de 85 años.